# Chiesa di San Tommaso d'Aquino (Berlino-Charlottenburg)
La chiesa di San Tommaso d'Aquino è una chiesa cattolica di Berlino, sita nel quartiere di Charlottenburg.
Importante esempio dello stile architettonico della «nuova oggettività», è posta sotto tutela monumentale (Denkmalschutz).

## Storia

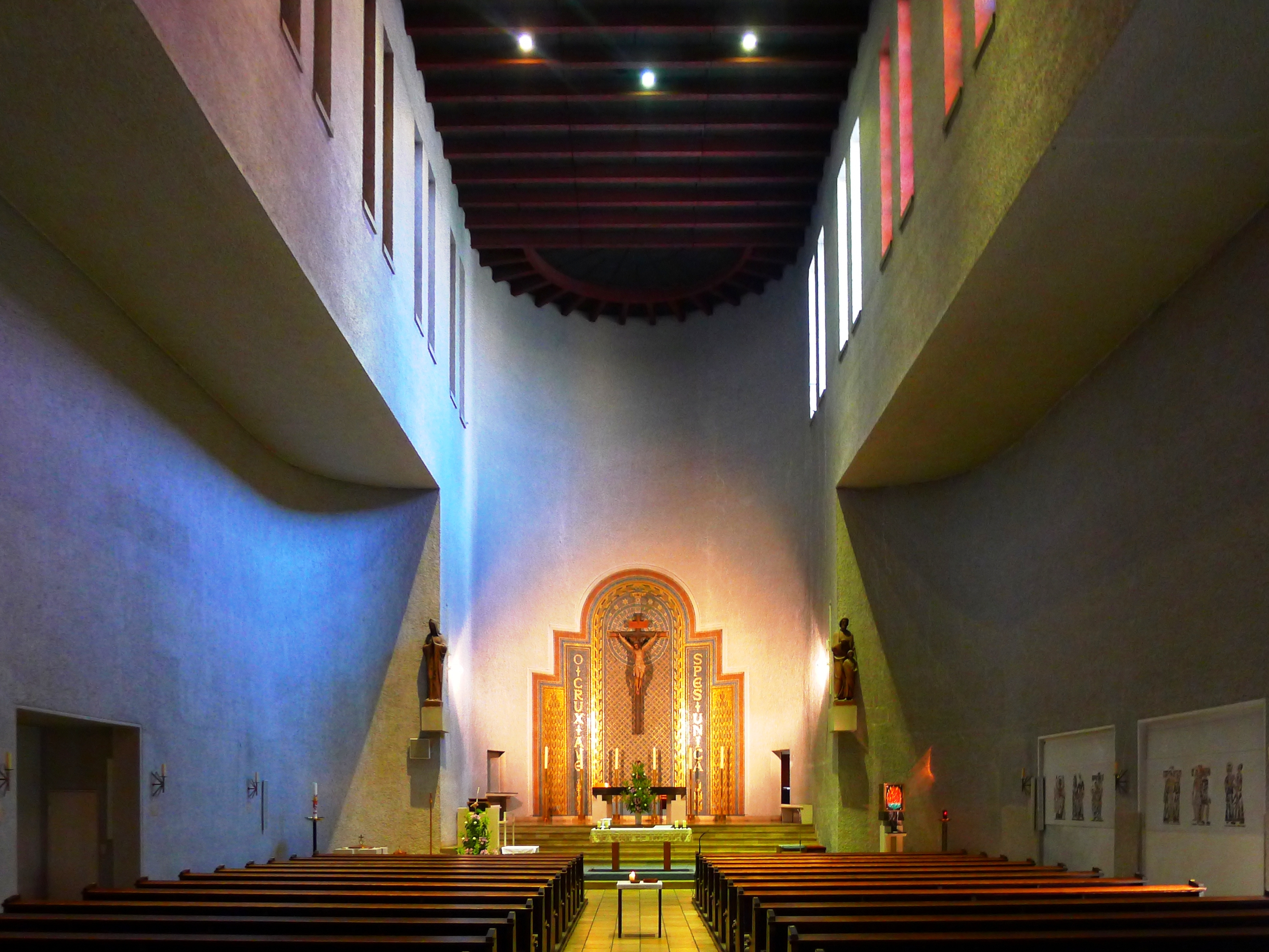
L'interno

La chiesa venne costruita nel 1932 su progetto di Paul Linder.
Danneggiata durante la seconda guerra mondiale, venne restaurata dal 1951 al 1952.
Dal 2000 la chiesa è sede della comunità cattolica francese di Berlino.

## Caratteristiche
La chiesa è posta sul lato meridionale della Schillerstraße, allineata lungo il filo stradale fra edifici d'abitazione.
La facciata, di aspetto severo, è in mattoni a vista posati a formare una serie di lesene verticali; a sinistra si erge la torre campanaria, anch'essa in mattoni.
L'interno è a navata unica, esteso in senso verticale e concluso da un'abside semicircolare.
La decorazione interna venne realizzata nel dopoguerra.

### Fonti
- (DE) Christine Goetz e Matthias Hoffmann-Tauschwitz, Kirchen Berlin Potsdam, Berlino, Morus Verlag e Wichern-Verlag, 2003,  p. 65, ISBN 3-87554-368-8.

### Testi di approfondimento
- (DE) Bauwelt, anno 24, 1933,  pp. 1253-1256, ISSN 0005-6855 (WC · ACNP).
- (DE) Architekten- und Ingenieur-Verein zu Berlin (a cura di), Berlin und seine Bauten VI - Sakralbauten, Berlino, Dom, 1997, ISBN 3-433-01016-1.